# Palazzo Albertoni Spinola

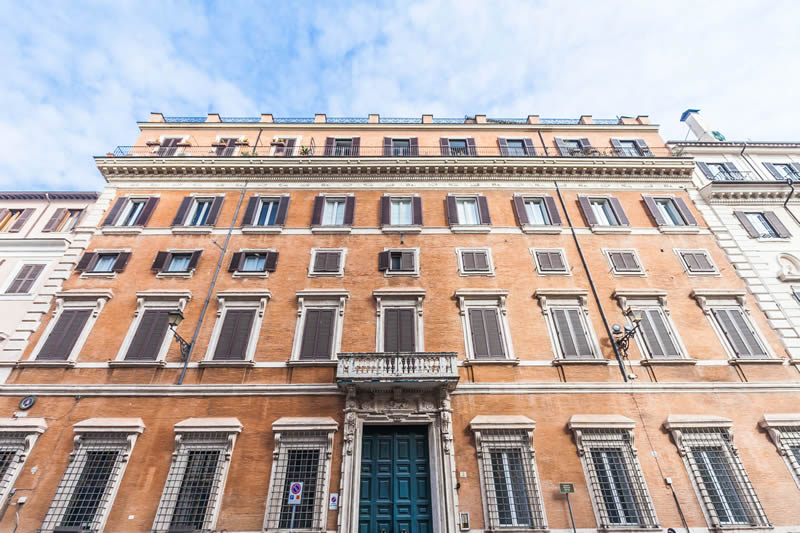
Fachada do palácio na Piazza Campitelli.

Palazzo Albertoni Spinola ou Palazzo Albertoni Altieri Spinola é um palácio localizado na Piazza Campitelli e com a fachada posterior na Piazza Capizzucchi, no rione Campitelli, em frente à igreja de Santa Maria in Campitelli e geminado ao Palazzo Capizucchi. Foi projetado e construído por Giacomo Della Porta e Girolamo Rainaldi por volta do final do século XVI e início do século XVII.

## História
A obra foi encomendada pelo marquês Baldassarre Paluzzi Albertoni inicialmente para Giacomo della Porta (1532-1602) e, depois de sua morte, a Girolamo Rainaldi (1570-1655), que completou o projeto realizado numa área entre o Palazzo Cavalletti (Palazzo De Rossi na época) e o Palazzo Capizucchi.

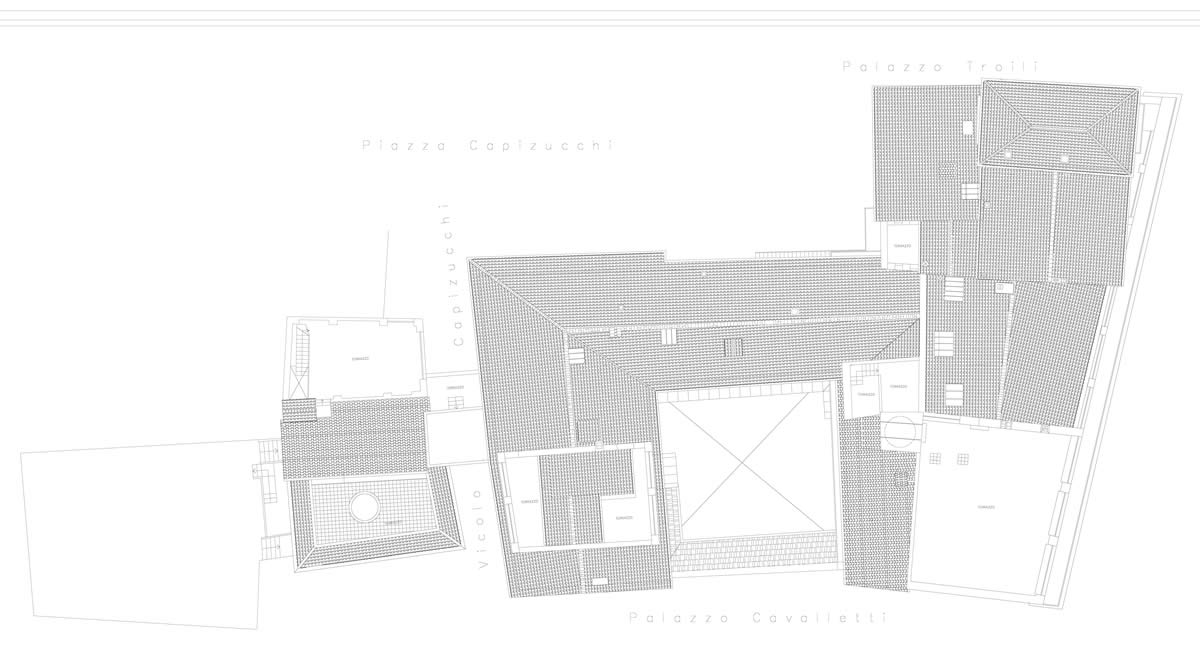
Mapa do palácio. A Piazza Campitelli está à direita nesta imagem. Para o alto, a fachada de frente para a Piazza Capizucchi.

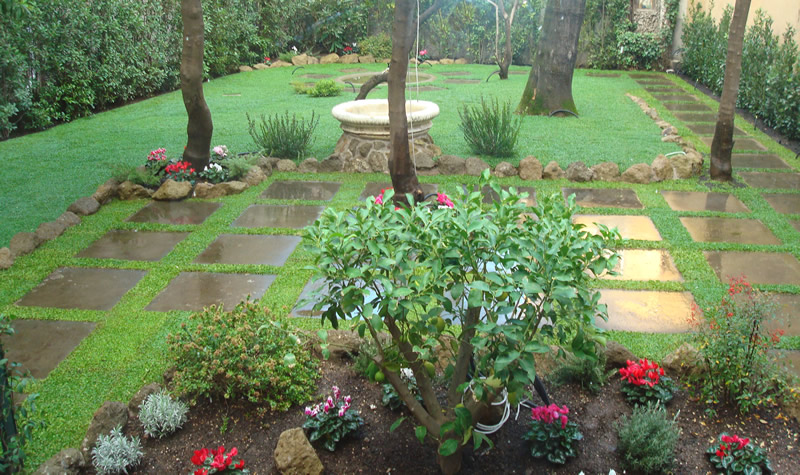
O "jardim secreto", ligado ao palácio pelo arco sobre o Vicolo Capizucchi.

Em 1603, Baldassare pediu permissão para construir uma nova fachada, alargando a área da propriedade já existente na direção da praça e alinhando a nova parede com o canto do vizinho Palazzo Capizucchi. Em 1616, ele pediu adicionalmente permissão para construir um arco na altura do piso nobre por cima de uma viela para ligar o fundo de seu palácio ao seus "vizinhos mais próximos". Por conta disto, é possível que os dois edifícios tenham pertencido ao mesmo proprietário desde o início do projeto e depois acabaram sendo herdados por famílias diferentes. Além disto, é possível que a fachada tenha sido criada em outra época — num edifício em reforma já existente — como testemunham cartógrafos da época: Cartaro, Du Peràc e Tempesta, cujos mapas indicam residências preexistentes na área. 
Além disto, o que possivelmente indica também estas duas fases é o alinhamento distinto no interior do edifício: é ortogonal na direção do pátio interno e na direção dos lados geminados aos palácios vizinhos, mas fora do eixo em relação à fachada de frente para a praça. De fato, o átrio de entrada do edifício forma uma ligação diagonal entre a praça e o pátio.
A presença da família Albertoni é registrada em outros pontos na Piazza Campitelli: seu brasão, o leão rompante, pode ser visto na antiga fonte (1587-1589) e também no palácio, sobre o portal de entrada, sobre as arquitraves, em nichos nas escadas e no friso abaixo do beiral da fachada principal.
Outros palácios menores da família Paluzzi Albertoni localizados na Piazza Margana e na Via dei Delfini foram ligados ao palácio maior, estruturalmente e funcionalmente. Os herdeiros da família adotaram, em 21 de outubro de 1671, o sobrenome e o brasão da família Altieri juntamente com o título de príncipes por ordem de Emilio Altieri (1590-1676), eleito papa em 1670 com o nome de Clemente X. Por causa disto, a fortuna dos Altieris passou para os descendentes dos Paluzzi Albertoni, agora rebatizados. De fato, o palácio na Piazza Campitelli acabou se tornando menos prestigioso do que o Palazzo Altieri, na Piazza del Gesù, que, juntamente com Villa Altieri no Latrão, abrigava as obras de arte da família.
O palácio na Piazza Campitelli permaneceu nas mãos dos herdeiros dos Altieris por mais um século e, depois da construção de um quarto piso acima do ático, foi vendido por volta de 1808 pelo príncipe Paluzzo Altieri ao político espanhol Manuel Godoy y Alvares de Faria Ríos Sánchez Zarzosa, príncipe della Pace (1767-1851). Algum tempo depois, o edifício passou para o cardeal Bartolomeo Pacca (1756-1844), que viveu ali de forma intermitente pelo menos a partir de 1819. Com a morte de Pacca, o palácio permaneceu nas mãos de seus descendentes por cerca de cinquenta anos, que alugaram partes dele para seus conhecidos, incluindo os cardeais Giacomo Piccolomini e Giacomo Antonelli.
Em 1886, o edifício foi vendido pelos descendentes de Pacca para a condessa Carolina Portalupi (1852-1891), que o restaurou e o deixou para seus descendentes diretos, os marqueses genoveses Spinola — Maria Antonietta Spinola se casou mais tarde com o político Mario Cingolani (1883-1971), enquanto Bonifacio Spinola se casou com sua prima de segundo grau, a condessa Marina Baldeschi (1895-1983). Além da restauração, que era urgente, a condessa determinou a construção de uma nova galeria de cobertura envidraçada no canto sudeste e, provavelmente, o pequena belvedere na direção do Palazzo Cavalletti. As obras foram substanciais, mas deixaram a estrutura do edifício inalterada.

## Descrição
A imponente fachada se apresenta em três pisos com nove janelas cada um. Acima do beiral está um quarto piso construído no século XIX. O portal, encimado por uma varanda com balaustrada, se abre entre dois conjuntos de quatro janelas com arquitraves, grades e com parapeitos avançados sustentados por mísulas no piso térreo.
Na pequena fachada de frente para a Piazza Capizucchi, que se abre num belo portal em arco fora de centro em relação aos quatro pisos que se elevam entre duas cornijas marcapianos, muito simples, com janelas emolduradas (várias das quais muradas) sob um saliente beiral. À direita desta fachada se ergue um edifício secundário que atinge quase a altura do segundo andar, acessado por uma galeria acima de um arco sobre o Vicolo Capizucchi.

## Efeitos visuais

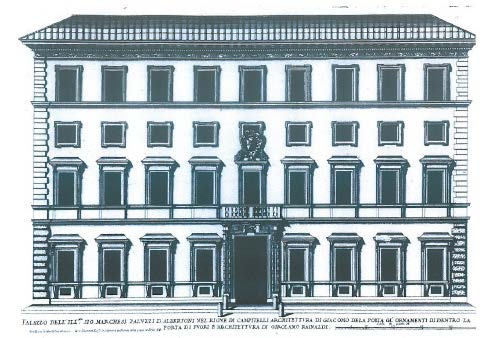
Fachada do palácio.

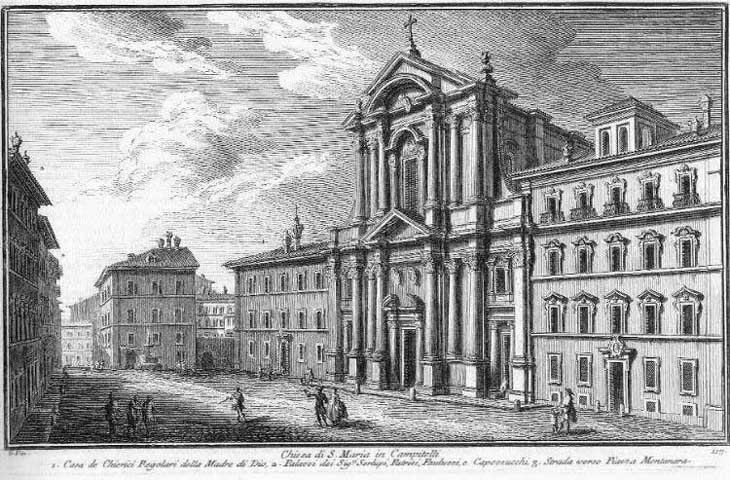
Gravura de Giuseppe Vasi (1756) mostrando a igreja de Santa Maria in Campitelli. O palácio em frente é o Palazzo Albertoni.

Quando se anda para trás a partir da entrada principal do palácio, a entrada da igreja de Santa Maria in Campitelli aparentemente "se move" da esquerda para a direita até as duas coincidirem perfeitamente quando se alcança o ponto no qual se passa do primeiro edifício para o segundo (o Palazzetto). É importante ressaltar que, quando a fachada foi planejada, a fachada atual da igreja não havia ainda sido construída e que era o local de nascimento da Beata Ludovica Albertoni, a verdadeira guia espiritual de toda a família, que ficava no local. Os Paluzzi Albertoni provavelmente desejavam manter a vista de porta a porta para preservar a memória constante da beata. Uma parte da parede perimetral da casa dela ainda é visível, decorada por um antigo afresco, no interior da Capela Albertoni na igreja.
Outro efeito produzido é a perde de "orientação" no interior dos dois edifícios: de fato, visitando as salas a partir do interior, o visitante não percebe claramente se está no palácio maior ou no menor, o chamado Palazzetto. Uma outra peculiaridade visual é a referente ao "jardim elevado secreto", visível a partir da entrada da escadaria para o primeiro andar do palácio maior, mas está "escondido", instalado como um anexo traseiro do primeiro piso do Palazzeto e, portanto, distante da praça.